# Ulrike Maier

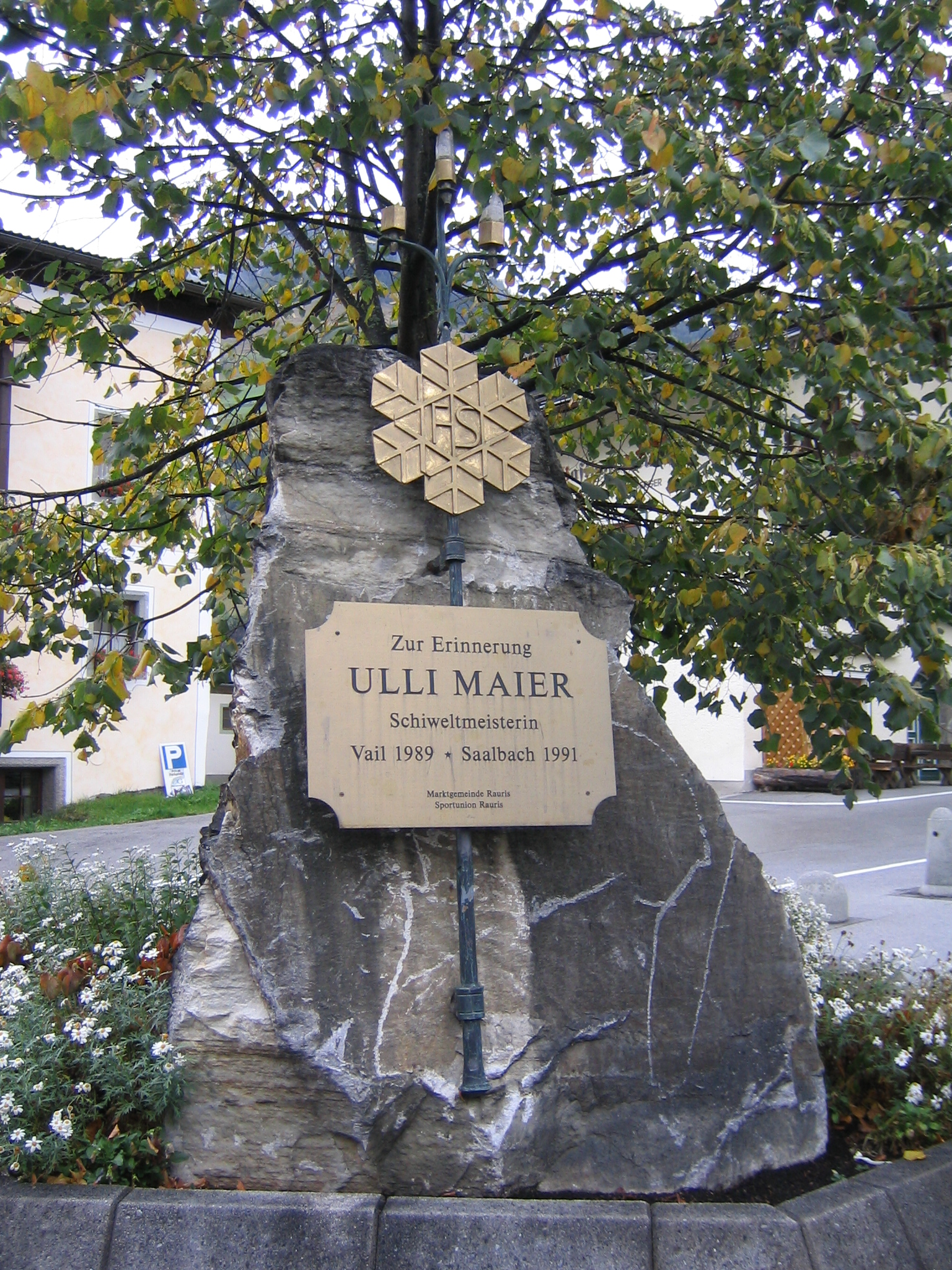
Gedenkstein am Rauriser Marktplatz

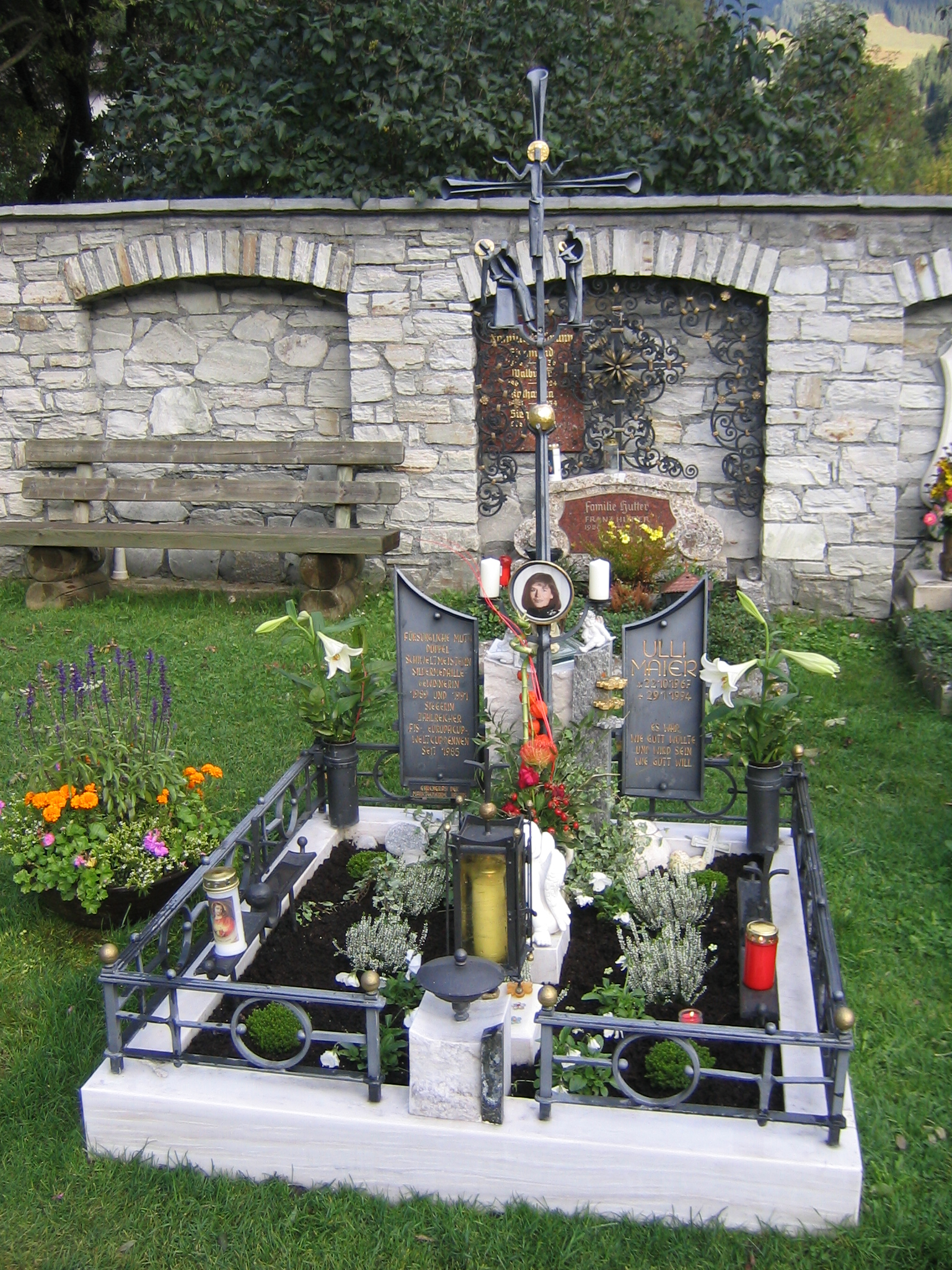
Ulli Maiers Grab am Friedhof von Rauris

Ulrike „Ulli“ Maier (* 22. Oktober 1967 in Rauris; † 29. Jänner 1994 in Murnau) war eine österreichische Skirennläuferin. Sie wurde zweimal Weltmeisterin im Super-G, einmal Vizeweltmeisterin im Riesenslalom und gewann fünf Weltcuprennen.

## Biografie
Die Tochter eines Skischulbetreibers nahm schon als Kind und Jugendliche an zahlreichen Rennen teil. 1979 wurde sie in ihrer Altersklasse Österreichische Schülermeisterin in Riesenslalom und Kombination und siegte beim Trofeo Topolino. Im Alter von 15 Jahren wurde sie in den ÖSV-Kader aufgenommen und wurde 1984 Österreichische Juniorenmeisterin in der Kombination. Im Europacup erreichte sie in der Saison 1983/84 den zweiten Gesamtrang und siegte in der Slalomwertung. Bei den Juniorenweltmeisterschaften 1984 und 1985 erreichte sie jedoch keine Spitzenplätze.
Nach ihren guten Europacupleistungen ging die 17-Jährige in der Saison 1984/85 erstmals im Weltcup an den Start. Am 9. Dezember 1984 holte sie mit Rang 14 in der Kombination von Davos ihre ersten Punkte, am 25. Jänner 1985 fuhr sie mit Platz acht im Slalom von Arosa erstmals unter die besten zehn. Im folgenden Winter kam sie nur einmal in die Punkteränge, 1986/87 erreichte sie zwei sechste Plätze in den Slaloms von Waterville Valley und Val Zoldana.
Zu Beginn der Saison 1987/88 erreichte Maier mit dem dritten Platz im Slalom von Courmayeur am 30. November erstmals das Podest und war während der gesamten Saison beständig eine der zehn Bestplatzierten. Sie qualifizierte sich für die Teilnahme an den Olympischen Winterspielen 1988 in Calgary, wo sie im Riesenslalom als beste Österreicherin Sechste wurde und im Slalom Platz zehn belegte. Nach den Spielen schaffte sie auch ihre ersten Weltcuppodestplätze im Riesenslalom und im Super-G, jenen Disziplinen, in denen sie im Laufe ihrer Karriere die größten Erfolge feierte. Mit ihren konstant guten Leistungen kam sie im Gesamtweltcup auf Rang acht und in allen Disziplinenwertungen, außer der Abfahrt, unter die besten zehn.
In der Saison 1988/89 erreichte Maier in den Disziplinen Riesenslalom, Super-G und Kombination insgesamt viermal den zweiten Platz; ein Weltcupsieg gelang ihr nicht. Ihren ersten ganz großen Triumph feierte sie bei den Weltmeisterschaften 1989 in Vail. Mit knappen drei Hundertstel Vorsprung auf Teamkollegin Sigrid Wolf wurde Maier Weltmeisterin im Super-G. Daneben erreichte sie noch den sechsten Platz in der Kombination und den achten im Riesenslalom. Anschließend gab sie bekannt, dass sie zu diesem Zeitpunkt bereits im dritten Monat schwanger war und beendete deshalb die Saison. Vater ihrer Tochter Melanie ist Hubert Schweighofer, ebenfalls österreichischer Skirennläufer.
Maier wurde zu Österreichs Sportlerin des Jahres 1989 gewählt. In der Saison 1989/90 kehrte sie auf die Pisten zurück, musste sich aber nach einem Meniskusriss im Jänner und einem Kreuzbandriss im März zwei Operationen unterziehen und erreichte keine Weltcuppunkte.
Nach der verletzungsbedingten Pause holte sie am 11. Jänner 1991 im Riesenslalom von Kranjska Gora mit Rang neun erstmals wieder Weltcuppunkte, eine Woche später wurde sie im Super-G von Méribel Zwölfte. Für die Weltmeisterschaften in Saalbach-Hinterglemm Ende Jänner/Anfang Februar rechnete aber wegen ihres Trainingsrückstandes niemand mit Spitzenplätzen der Salzburgerin. Dank ihrer Routine und Technik gelang ihr jedoch mit dem Sieg im Super-G vor der Französin Carole Merle überraschend die Verteidigung ihres Weltmeistertitels. Dass dies kein Zufall war, bewies sie wenige Tage später mit dem zweiten Platz im Riesenslalom hinter der Schwedin Pernilla Wiberg. Im weiteren Saisonverlauf gelang ihr beim letzten Riesenslalom in Waterville Valley auch im Weltcup wieder ein Podestplatz.
In der Saison 1991/92 kam Maier insgesamt achtmal unter die schnellsten Zehn, bestes Resultat war der zweite Platz im Super-G von Morzine. Bei den Olympischen Winterspielen 1992 in Albertville verfehlte sie mit Rang vier im Riesenslalom und Rang fünf im Super-G zweimal nur knapp das Podest.
Nachdem Maier im Weltcup bis dahin siebenmal Zweite geworden war, gelang ihr zum Saisonauftakt 1992/93 der erste Weltcupsieg. Am 28. November 1992 gewann sie den Riesenslalom von Park City. Zwei weitere Siege folgten in den Super-Gs von Vail am 13. Dezember und von Cortina d’Ampezzo am 16. Jänner. Damit erreichte sie den zweiten Platz in der Super-G-Wertung und Rang vier im Riesenslalomklassement. Im Gesamtweltcup wurde sie Fünfte. Bei den Weltmeisterschaften 1993 im japanischen Morioka-Shizukuishi konnte Maier nicht an ihre bisherigen WM-Erfolge anknüpfen; ihr bestes Resultat war der achte Platz in der Kombination, im Super-G fuhr die Titelverteidigerin lediglich auf den 14. Platz und im Riesenslalom kam sie nur auf Rang 15.
In der Saison 1993/94 feierte Maier zwei weitere Weltcuperfolge. Am 27. November 1993 gewann sie den Riesenslalom von Santa Caterina und am 21. Jänner 1994 den Riesenslalom von Maribor.
Es sollten ihre letzten Erfolge bleiben, denn acht Tage später verunglückte sie tödlich.

## Tödlicher Unfall
Am 29. Jänner 1994 stürzte Ulrike Maier während der Kandahar-Abfahrt in Garmisch-Partenkirchen. Durch Verkanten des rechten Skis verlor sie die Kontrolle und kam zu Sturz. Unmittelbar vor dem Aufprall wurde eine Geschwindigkeit von etwa 104 km/h gemessen.
Einige Beobachter sagen, dass sie mit dem Kopf gegen einen unglücklich positionierten Holzpfosten schlug, der die Zeitnehmung abschirmen sollte und der nicht, wie eigentlich vorgeschrieben, angesägt war. Im Gerichtsverfahren wurde festgestellt: „Durch den Aufprall der Läuferin mit dem Gesäß auf den Schneekeil wurde die schnelle Drehbewegung abrupt abgebremst. Weil aber die Rotation noch mit einer Masse von etwa 400 Kilo auf den Kopf einwirkte, kam es zur tödlichen Verletzung.“ „Durch massive Gewalteinwirkung kam es an der Verbindungsstelle zwischen Kopf und Wirbelsäule zum Abriss des Rückenmarks vom Hirnstamm, was zu zentraler Lähmung und sofortigem Hirntod führte.“ Die nachfolgende Klage gegen die FIS endete mit einem Vergleich zugunsten eines Fonds für die Tochter Maiers. Maier wurde nach dem Unfall mit dem Rettungshubschrauber in die Unfallklinik Murnau gebracht, wo ihr Tod festgestellt wurde.
Das Unglück ereignete sich während eines live im Fernsehen übertragenen Rennens und hat sich so ins Gedächtnis vieler Zuschauer eingebrannt. Das Rennen wurde nach dem Vorfall fortgesetzt.
Ihr Unfall führte zu verstärkten Sicherheitsvorkehrungen im alpinen Skisport wie Hochsicherheitsfangzäune, blauen Spuren im Schnee und zu sichereren Helmen. Seit der Saison 1994/95 müssen Athleten eine Erklärung unterschreiben, dass sie die Rennen auf eigenes Risiko fahren.

## Posthumes
Kamil Taylan nahm den Unfall als Ausgangspunkt einer 1994 erschienenen kritischen Fernseh- und Buchreportage über den Skirennsportbetrieb Tödliche Pisten: Skirennen um jeden Preis.
Bei den Alpinen Skiweltmeisterschaften 2025 in Saalbach, wo Maier 1991 Super-G-Weltmeisterin geworden war, trägt die Damenstrecke vom Zwölferkogel ihren Namen. Zudem gibt es auf dieser Abfahrt den "Ulli-Maier-Sprung". Auf der unmittelbar daneben liegenden Männerstrecke gibt es außerdem den Streckenabschnitt "Ulli-Maier-Kurve". 
Zudem wurde zu ihrem 25. Todestag 2019 eine Skipiste in ihrem Heimatort Rauris nach ihr benannt.

## Sportliche Erfolge

### Olympische Spiele
- Calgary 1988: 6. Riesenslalom, 10. Slalom
- Albertville 1992: 4. Riesenslalom, 5. Super-G

### Weltmeisterschaften
- Vail 1989: 1. Super-G, 6. Kombination, 8. Riesenslalom
- Saalbach-Hinterglemm 1991: 1. Super-G, 2. Riesenslalom
- Morioka 1993: 8. Kombination, 14. Super-G, 15. Riesenslalom

### Juniorenweltmeisterschaften
- Sugarloaf 1984: 7. Riesenslalom, 12. Abfahrt
- Jasná 1985: 5. Kombination, 6. Riesenslalom, 7. Slalom, 20. Abfahrt

### Weltcupwertungen
| Saison  | Gesamt | Gesamt | Abfahrt | Abfahrt | Super-G | Super-G | Riesenslalom | Riesenslalom | Slalom | Slalom | Kombination | Kombination |
| Saison  | Platz  | Punkte | Platz   | Punkte  | Platz   | Punkte  | Platz        | Punkte       | Platz  | Punkte | Platz       | Punkte      |
| ------- | ------ | ------ | ------- | ------- | ------- | ------- | ------------ | ------------ | ------ | ------ | ----------- | ----------- |
| 1984/85 | 62.    | 10     | –       | –       | –       | –       | –            | –            | 29.    | 8      | 30.         | 2           |
| 1985/86 | 77.    | 4      | –       | –       | –       | –       | –            | –            | 33.    | 4      | –           | –           |
| 1986/87 | 35.    | 28     | –       | –       | –       | –       | 32.          | 5            | 19.    | 23     | –           | –           |
| 1987/88 | 8.     | 132    | –       | –       | 6.      | 34      | 9.           | 39           | 10.    | 49     | 10.         | 10          |
| 1988/89 | 7.     | 150    | –       | –       | 4.      | 33      | 4.           | 60           | 13.    | 26     | 2.          | 31          |
| 1990/91 | 30.    | 50     | –       | –       | 26.     | 8       | 9.           | 42           | –      | –      | –           | –           |
| 1991/92 | 13.    | 561    | 36.     | 25      | 4.      | 233     | 6.           | 256          | 33.    | 47     | –           | –           |
| 1992/93 | 5.     | 696    | 45.     | 14      | 2.      | 356     | 4.           | 252          | 32.    | 45     | 14.         | 29          |
| 1993/94 | 7.     | 711    | 46.     | 22      | 7.      | 160     | 4.           | 432          | 33.    | 52     | 11.         | 45          |

### Weltcupsiege
Maier errang 20 Podestplätze, davon 5 Siege:
| Datum             | Ort               | Land      | Disziplin    |
| ----------------- | ----------------- | --------- | ------------ |
| 28. November 1992 | Park City         | USA       | Riesenslalom |
| 13. Dezember 1992 | Vail              | USA       | Super-G      |
| 16. Jänner 1993   | Cortina d’Ampezzo | Italien   | Super-G      |
| 27. November 1993 | Santa Caterina    | Italien   | Riesenslalom |
| 21. Jänner 1994   | Maribor           | Slowenien | Riesenslalom |

### Europacup
- Saison 1983/84: 2. Gesamtwertung, 1. Slalomwertung, 3. Riesenslalomwertung
- Saison 1985/86: 2. Super-G-Wertung

### Österreichische Meisterschaften
- Vize-Staatsmeisterin im Slalom 1992 und im Riesenslalom 1986
- Juniorenmeisterin in der Kombination 1984

## Auszeichnungen
- Österreichische Sportlerin des Jahres 1989